# Anton Schnötzinger
Anton Joh. Schnötzinger, född 26 november 1816, troligen i Pressburg, det vill säga nuvarande Bratislava, död 27 februari 1865 i Sankta Eugenia katolska församling i Stockholm, var musiker (främst violin), tonsättare och dirigent.
Schnötzinger kom till Sverige sommaren 1845 som kapellmästare för en kringresande så kallad "Cirque tourniaire", vilken omfattade konstrytteri och kvinnliga gymnaster, ledda av den italienska cirkusdirektören Alexander Guerra. När sällskapet lämnade landet stannade Schnötzinger kvar i Stockholm och började ge konserter i Trädgårdsföreningens lokaler, vilka blev mycket populära. Redan i oktober samma år gavs en stor konsert med maskeradbal på Kungliga teatern där sju stycken av 19 var av Schnötzinger, tillsammans med kompositörer som Strauss och Lanner. Senare reste han ut i Sverige på turné och satte upp danssoiréer tillsammans med pianisten och violinisten Franz Weller. Därefter satte han ihop en större orkester och blev en av de mest populära balarrangörerna i Stockholm där han omskrevs som "valskung". Han var även musikdirektör för ett lantregemente.
Den äldsta kända tryckta noteringen av musiken och texten till supvisan "Helan går", i sin helhet, gjordes av Schnötzinger och såldes som  "Halwfan går: Polka för pianoforte" från och med julen 1854.
Mot slutet av sitt liv var han sjuklig och hade också problem med spelande varför han trots sin inkomster ofta hade ekonomiska bekymmer.